# Михайловка (Куюргазинский район)
Миха́йловка (баш. Михайловка) — деревня в Куюргазинском районе Республики Башкортостан Российской Федерации. Входит в состав Зяк-Ишметовского сельсовета.

## География

### Географическое положение
Расстояние до:
- районного центра (Ермолаево): 70 км,
- центра сельсовета (Зяк-Ишметово): 20 км,
- ближайшей ж/д станции (Кумертау): 61 км.

## Население
| 2002 | 2009 | 2010 |
| ---- | ---- | ---- |
| 310  | ↘282 | ↘256 |

Национальный состав
Согласно переписи 2002 года, преобладающие национальности — чуваши (38 %), русские (27 %).